# Martin Skoták
Martin Skoták (* 31. Dezember 1977) ist ein ehemaliger tschechischer Skispringer.

## Werdegang
Bei den Nordischen Junioren-Skiweltmeisterschaften 1993 in Harrachov belegte er den siebzehnten Rang im Einzel und verpasste mit dem Team als Vierter nur knapp die Medaillenränge. Am 16. Januar 1994 bestritt Skoták sein erstes Springen im Skisprung-Weltcup. Dabei erreichte er in Liberec den 32. Platz und verpasste so nur knapp seine ersten Weltcup-Punkte. Ab 1995 startete er dann fest im Continental Cup, blieb jedoch in seinen drei Jahren in dieser Serie weitgehend erfolglos. Am 9. März 1996 startete er beim Skiflug-Weltcup in Harrachov und erreichte dabei mit Platz 29 seine ersten und einzigen Weltcup-Punkte. Damit stand er am Saisonende auf dem 93. Platz der Weltcup-Gesamtwertung. Ein Jahr später startete er in Planica noch ein letztes Mal im Weltcup, erreichte jedoch nur Platz 43. Im Continental Cup erreichte er in der Saison 1997/98 nur sechs Punkte und beendete die Saison auf dem 267. Platz in der COC-Gesamtwertung. Auf Grund dieses Misserfolgs beendete er 1998 daraufhin seine aktive Skisprungkarriere.

## Statistik

### Weltcup-Platzierungen
| Saison  | Platz | Punkte |
| ------- | ----- | ------ |
| 1995/96 | 093.  | 02     |

### Continental-Cup-Platzierungen
| Saison  | Platz | Punkte |
| ------- | ----- | ------ |
| 1995/96 | 124.  | 55     |
| 1996/97 | 118.  | 78     |
| 1997/98 | 267.  | 06     |